# Erster Lemoinescher Kreis

Schnittpunkte der Parallelen durch den Symmedianenpunkt mit den Dreiecksseiten, Mittelpunkt des lemoineschen Kreis, Umkreismittelpunkt,,.

Der (erste) Lemoinesche Kreis eines Dreiecks ist einer der besonderen Kreise der Dreiecksgeometrie. Er ist nach dem französischen Mathematiker Émile Lemoine (1840–1912) benannt.
Schneidet man in einem Dreieck jede Parallele zu einer Dreieckseite durch den Lemoinepunkt mit den beiden anderen Dreiecksseiten, so erhält man sechs Schnittpunkte, die auf einem gemeinsamen Kreis liegen, dem (ersten) Lemoineschen Kreis.
Der Mittelpunkt des Lemoineschen Kreises ist die Mitte der Verbindungsstrecke zwischen Lemoinepunkt und Umkreismittelpunkt, sein Radius kann wie folgt berechnet werden:
{\displaystyle {\begin{aligned}r_{L}&={\frac {1}{2}}{\sqrt {R^{2}+r_{C}^{2}}}\\&={\frac {1}{2}}R\sec(\omega )\\&={\frac {abc{\sqrt {a^{2}b^{2}+b^{2}c^{2}+a^{2}c^{2}}}}{(a^{2}+b^{2}+c^{2}){\sqrt {(a+b+c)(-a+b+c)(a-b+c)(a+b-c)}}}}\end{aligned}}}
Hierbei sind {\displaystyle a,b,c} die Seiten und {\displaystyle \omega } der Brocard-Winkel des Dreiecks sowie {\displaystyle R}  der Radius seines Umkreises und {\displaystyle r_{C}} der Radius seines Kosinus-Kreises.
Die drei von den Schnittpunkten mit dem Lemoinepunkt gebildeten Dreiecke {\displaystyle \triangle SP_{a}Q_{a}}, {\displaystyle \triangle SP_{b}Q_{b}} und  {\displaystyle \triangle SP_{c}Q_{c}} sind ähnlich zueinander. Die Strecken {\displaystyle P_{b}Q_{c},P_{c}Q_{a},P_{a}Q_{b}} sind gleich lang und jeweils antiparallel zu den gegenüberliegenden Dreiecksseiten. Genauer gilt für die Streckenlängen die folgende Identität:
{\displaystyle r_{C}=|P_{b}Q_{c}|=|P_{c}Q_{a}|=|P_{a}Q_{b}|}
Die beiden von den Schnittpunkten gebildeten Dreiecke {\displaystyle \triangle P_{a}P_{b}P_{c}} und {\displaystyle \triangle Q_{a}Q_{a}Q_{c}} sind kongruent und ähnlich zum Ausgangsdreieck {\displaystyle \triangle ABC}.